# Ben Cross
Harry Bernard Cross (Londres, 16 de diciembre de 1947-Viena, 18 de agosto de 2020), conocido como Ben Cross, fue un actor británico de teatro y cine, recordado sobre todo por su interpretación del atleta olímpico británico Harold Abrahams, en la película Chariots of Fire (Carros de fuego), de 1981.

## Primeros años
Harry Bernard Cross nació en Londres en el seno de una familia católica de clase trabajadora. Su madre era mujer de limpieza y su padre, portero. Cross cursó sus estudios secundarios en el instituto Bishop Thomas Grant, en Streatham, al sur de su ciudad natal.

## Primeros trabajos
Cross trabajó inicialmente en varios trabajos incluyendo el de limpiador de ventanas, camarero y carpintero. Fue carpintero de la Ópera Nacional de Gales y jefe de utilería en el Teatro Alexandra de Birmingham.
En 1970, a la edad de 22 años, fue aceptado en la Real Academia de Arte Dramático de Londres (RADA), el alma mater de actores como John Gielgud, Glenda Jackson y Anthony Hopkins, pero más tarde expresó poco interés en perseguir la ruta clásica. También apareció como un agente de CI5 en un episodio de The Professionals ('Black Out' S4E2).
Después de la graduación de RADA, Cross realizó en varias obras de teatro en Duke's Playhouse donde fue visto en Macbeth, The Importance of Being Earnest y La muerte de un viajante de Arthur Miller. Luego se unió a la Prospect Theatre Company y desempeñó papeles en Pericles, Twelfth Night y Royal Hunt of the Sun. Cross también se unió al elenco del inmensamente popular musical Joseph y el Amazing Technicolor Dreamcoat y desempeñó papeles principales en Equus de Sir Peter Shaffer, Mind Your Head y el musical Irma La Douce, todo en el Teatro Haymarket de Leicester.
La primera aparición de Cross en la pantalla se produjo en 1976, cuando fue a Deventer, Países Bajos, para interpretar a Trooper Binns en la épica A Bridge Too Far de Joseph E. Levine, protagonizada por Dirk Bogarde, Sean Connery, Michael Caine y James Caan.
En 1977, Cross se convirtió en miembro de la Royal Shakespeare Company y actuó en el estreno de Privates on Parade como "Kevin Cartwright" y interpretó a Rover en un renacimiento de una obra de restauración titulada Wild Oats. El camino de Cross hacia el estrellato internacional comenzó en 1978 con su actuación en la obra de teatro Chicago en la que interpretó a Billy Flynn, el abogado de la asesina Roxie Hart.

## Desde 2000
Cross interpretó a Ikey Solomon en la producción australiana The Potato Factory, en 2000. En 2005, Cross, activista de la lucha contra la pena de muerte, protagonizó como 19/5000 Prisionero del corredor de la muerte, en la obra de Bruce Graham, Coyote on a Fence, en el Teatro Duchess. Representó a Rudolf Hess en la producción de la BBC Nuremberg: Nazis on Trial, de 2006.[cita requerida]
En noviembre de 2007, apareció en el papel de Sarek, en la película Star Trek, dirigida y producida por J.J. Abrams. En 2012, trabajó como Rabbit, el principal antagonista de la serie original Cinemax Banshee. Rabbit es «un despiadado gánster ucraniano que ha estado cazando a dos de sus antiguos ladrones durante 15 años».[cita requerida]
Falleció en Viena, el 18 de agosto de 2020 a causa de una enfermedad.

## Filmografía
- A Bridge Too Far (1977) como Tropper Binns
- Chariots of Fire (1981) como Harold Abrahams
- The Flame Trees of Thika (1981) como Ian
- Coming Out of the Ice (1982) como Gen. Tuchachevsky
- The Citadel (1983) como Dr. Andrew Manson
- The Far Pavilions (1984) como Ash
- The Assisi Underground (1985) como Padre Rufino
- Strong Medicine (1986) como Martin Taylor
- The Unholy (1988) como Father Michael
- Steal the Sky (1988) como Munir Redfa
- Paperhouse (1988) como Dad Madden
- Twist of Fate (TV miniseries) (1989) como Israel Brig. Gen. Benjamin Grossman
- The Jeweler's Shop (1989) como Stephane
- Nightlife (1989) como Vlad
- Dark Shadows (Revivals) (1991) como Barnabas Collins
- Eye of the Widow (1989) como Nassiri
- Live Wire (1992) como Mikhail Rashid
- Cold Sweat (1993) como Mark Cahill
- The Criminal Mind (1993) como Carlo Augustine
- Caro dolce amore (1994) como Pearson
- The Ascent (1994) como Major Farrell
- First Knight (1995) como Prince Malagant
- Temptress (1995) como Dr. Samudaya
- El último viaje de Robert Rylands (1996) como Cromer
- Turbulence (1997) como Capitán Samuel Bowen
- 20.000 leguas de viaje submarino (1997) as Captain Nemo
- The Corporate Ladder (1997) como Jay Williams
- The Invader (1997) como Renn
- Solomon (1997) como Salomón
- Tower of the Firstborn (1999) como Michael Shannon / Zadick
- The Venice Project (1999) como Rudy Mestry / Bishop Orsini
- Young Blades (2001) como Cardinal Richilieu
- El exorcista: el comienzo (2004) como Semelier
- Negocios de guerra (2008) como Medusa Hair
- Star Trek (2009) como el embajador Sarek
- El Huracán Heist (2018) como el Sheriff Jimmy Dixon
- La última carta de amor (2021) como el anciano Anthony O'Hare
- Prey for the Devil (2022) como el Cardenal Matthews (Última película)